# Over the Moon (2020)
Over the Moon (Nederlandse titel: Fei Fei en de Maan)  is een Amerikaans-Chinese computergeanimeerde komische-muzikale-fantasyfilm uit 2020, geregisseerd door Glen Keane. De film werd geproduceerd door Pearl Studio en Netflix Animation en geanimeerd door Sony Pictures Imageworks.

## Verhaal
Aangespoord door de verhalen van haar moeder besluit Fei Fei een ruimteschip te bouwen om naar de maan te gaan en het bestaan van een legendarische godin te bewijzen.

## Stemverdeling
| Personage           | Engelse stem     | Nederlandse stem |
| ------------------- | ---------------- | ---------------- |
| Fei Fei             | Cathy Ang        | Cheyenne Latul   |
| Chang'e             | Phillipa Soo     | Rosalie de Jong  |
| Gobi                | Ken Jeong        | Rick Sessink     |
| Chin                | Robert G. Chiu   | Tim Klumpers     |
| Mevrouw Zhong       | Sandra Oh        | Sandra Jonkman   |
| Vader               | John Cho         | Barry Emond      |
| Moeder              | Ruthie Ann Miles | Cystine Carreon  |
| Tante Ling / Gretch | Margaret Cho     |                  |
| Tante Mei / Lulu    | Kimiko Glenn     |                  |
| Oom / Bill          | Artt Butler      |                  |
| Grootmoeder         | Irene Tsu        |                  |
| Grootvader          | Clem Cheung      |                  |
| Houyi               | Conrad Ricamora  | Kok-Hwa Lie      |

## Muziek
De filmmuziek werd gecomponeerd door Steven Price. De originele liedjes zijn geschreven door Christopher Curtis, Marjorie Duffield en Helen Park.

### Tracklist (liedjes)
Alle muziek en teksten zijn geschreven door Christopher Curtis, Marjorie Duffield en Helen Park. 
| Nr. | Titel                        | Performer(s)                           | Duur |
| --- | ---------------------------- | -------------------------------------- | ---- |
| 1.  | On the Moon Above            | John Cho, Ruthie Ann Miles & Cathy Ang | 1:31 |
| 2.  | Mooncakes                    | John Cho, Miles & Cathy Ang            | 4:19 |
| 3.  | Rocket to the Moon           | Cathy Ang                              | 3:48 |
| 4.  | Rocket to the Moon (Reprise) | Cathy Ang                              | 2:01 |
| 5.  | Ultraluminary                | Phillipa Soo                           | 3:20 |
| 6.  | Hey Boy                      | Phillipa Soo & Robert G. Chiu          | 1:47 |
| 7.  | Wonderful                    | Ken Jeong & Cathy Ang                  | 2:37 |
| 8.  | Yours Forever (Reprise)      | Phillipa Soo & Conrad Ricamora         | 2:00 |
| 9.  | Love Someone New             | Phillipa Soo & Cath Ang                | 3:36 |

## Release
De film ging in première op 17 oktober 2020 op het Montclair Film Festival in Montclair. De film Over the Moon werd vervolgens door Netflix uitbracht op 23 oktober 2020.

## Ontvangst
De film ontving over het algemeen positieve kritieken van filmcritici. Op Rotten Tomatoes heeft Over the Moon een waarde van 81% en een gemiddelde score van 6,90/10, gebaseerd op 100 recensies. Op Metacritic heeft de film een gemiddelde score van 60/100, gebaseerd op 22 recensies.

## Prijzen en nominaties
De belangrijkste:
| Jaar | Prijs            | Categorie                             | Genomineerde(n)                                                                 | Uitslag     |
| ---- | ---------------- | ------------------------------------- | ------------------------------------------------------------------------------- | ----------- |
| 2021 | Academy Awards   | Beste animatiefilm                    | Glen Keane, Gennie Rim & Peilin Chou                                            | Genomineerd |
| 2021 | Golden Globes    | Beste animatiefilm                    | Beste animatiefilm                                                              | Genomineerd |
| 2021 | Satellite Awards | Beste geanimeerde of mixed media film | Beste geanimeerde of mixed media film                                           | Genomineerd |
| 2021 | Satellite Awards | Beste filmsong                        | Christopher Curtis, Marjorie Duffield en Helen Park (voor "Rocket to the Moon") | Genomineerd |